# استیو کلمن
استیو کلمن (انگلیسی: Steve Coleman؛ زادهٔ ۲۰ سپتامبر ۱۹۵۶) نوازنده ساکسوفون، آهنگساز و رهبر گروه آمریکایی است.وی متولد شیکاگو ،اینلینوای است.سبک های موسیقی استیو، جاز معاصر، بداهه، جاز، پیشرو بودند. سبک موسیقی او تاثیر عمیقی بر موسیقی جاز معاصر گذاشته است.در آثار وی همکاری با ام بیس نیز به چشم میخورد.